# Воскресенский, Александр Абрамович
Александр Абрамович Воскресенский (25 ноября (7 декабря) 1809, Торжок, Тверская губерния, Российская империя — 21 января (2 февраля) 1880, Санкт-Петербург, Российская империя) — русский химик; известен как «дедушка русских химиков», ректор Императорского Санкт-Петербургского университета (1861—1863 и 1865—1867). Член-корреспондент Петербургской академии наук (1864).

## Биография
Александр Абрамович Воскресенский родился 14 ноября 1808 года в городе Торжке Тверской губернии в семье потомственных священнослужителей. Его отец, Аврамий Иванович Знаменский, был дьяконом, а позже стал священником Воскресенской церкви в Торжке. В то время фамилии детям нередко присваивались по месту службы отца, поэтому будущий ученый получил фамилию Воскресенский по названию церкви, где служил его отец.
После ранней смерти отца в 1814 году воспитанием и образованием детей занималась мать, Мария Ефремовна Холщевникова, происходившая также из духовного сословия.
Начальное образование Александр получил в приходском училище в Торжке, а затем продолжил обучение в Новоторжском духовном училище, где преподавал его дядя, Петр Ефремович Холщевников. Училище дало ему базовые знания, включая латынь, греческий язык и основы арифметики. Затем, в 1823 г. году Александр продолжил образование в Тверской духовной семинарии. Здесь он показал отличные успехи в учебе, его имя часто упоминалось в числе лучших студентов. В семинарии он изучал не только богословие, но и философию, математику, физику, а также естественные науки. В1829 году Воскресенский был направлен обучаться на Физико-математический факультет Главного Педагогического института в Санкт-Петербурге.
В начале 1836 года Александра Воскресенского направили в Германию для совершенствования в науках. Сначала он поехал в Берлин, а позже, в конце 1837 года, в Гиссен, где начал работать под руководством известного немецкого химика Юстуса Либиха.
В 1838 году, по возвращении в Россию, Воскресенский был назначен на должность инспектора в Главном педагогическом институте. В 1839, после сдачи экзаменов, успешно защитил докторскую диссертацию, посвященную химическому анализу хинной кислоты и ее производных, и 22 декабря был утвержден в степени доктора философии.
С 1843 г. А. А. Воскресенский стал экстраординарным профессором по кафедре технологии С.-Петербургского университета, а с 1846 г. принял заведование кафедрой химии и химической лабораторией, а также чтение курса по неорганической химии. В 1848 году оставил должность инспектора и перешел на должность ординарного профессора ГПИ, оставаясь им до закрытия института в 1857 г.
С 1 января 1861 года Александр Абрамович был утвержден деканом физико-математического факультета. В 1864 году А. Воскресенский приступил к исполнению обязанностей ректора Санкт-Петербургского университета.
После прихода в 1866 г. нового министра народного просвещения, Д. А. Толстого, Воскресенский был назначен попечителем Харьковского учебного округа. На этом посту он занимался организацией работы учебных заведений, в том числе гимназий и университетов, контролировал качество преподавания и занимался подготовкой кадров.
В своем имении в Можайцево в 1878 году А. Воскресенский организовал школу для крестьянских детей.
Умер Александр Абрамович 21 января (2 февраля) 1880 года (по сведениям «Энциклопедического словаря Брокгауза и Ефрона» — в Санкт-Петербурге, но по сведениям «Большой Российской энциклопедии» — в селе Можайцево). Похоронен в селе Спас Торжокского района Тверской области. На памятнике-кресте высечена надпись «Дедушка русской химии».

## Научные исследования
Оказавшись в лаборатории Юстуса Либиха в 1837 году, Воскресенский занялся исследованием элементного состава органических соединений. К этому времени Ю. Либихом уже были хорошо разработаны методы органического анализа: он уже несколько лет использовал и совершенствовал аппарат для элементного анализа органических веществ, с помощью которого достаточно надежно и быстро определялось содержание углерода и водорода в соединениях.
В первой опубликованной статье он подтвердил выводы В. Реньо о воздействии безводной серной кислоты (серного ангидрида) на маслородный газ (этилен) с получением изоэтионовой кислоты. В следующем исследовании Воскресенский занимался определением состава нафталина. К тому времени его состав был изучен М. Фарадеем и О. Лораном и представлен как С5Н4 (что соответствует современной формуле С10Н8). Тот же результат, как упоминает в своей статье А. Воскресенский, дали и недавние исследования Ж. Б. Дюма и Э. Митчерлиха. Однако, А. Воскресенский, изучая состав этого вещества, пришел к двум другим формулам: С4Н3 и С3Н2, из которых он по ряду соображений предпочел вторую.
В своей лаборатории в Санкт-Петербургском университете А. Воскресенский занимался изучением инулина, выделенного из корней одуванчика и цикория. Результаты этих исследований были опубликованы в 1846 году.
Научная деятельность Воскресенского не ограничивалась только лабораторией и преподаванием. Так, одним из его проектов было написание статей для энциклопедического лексикона Плюшара: Древесный спирт, Древесный уксус, Дубление, Дупликатная соль, Дым, Дистиллирование.

### Изучение хинной кислоты
Состав и свойства хинной кислоты Воскресенский начал изучать ещё в Гиссене, под руководством Ю. Либиха. Прежде всего, он сделал обширный обзор работ предшественников, изучавших хинную кислоту (в том числе и самого Ю. Либиха). Кроме того, он провел тщательные анализы состава самой кислоты и некоторых ее солей, а также получил из хинной кислоты новое вещество — хиноил, который впоследствии стал известен под названием хинон. В своей диссертации А. Воскресенский подробно описал взаимодействие полученного соединения с хлором, попутно исправив предложенную им формулу хиноила с С3Н2О на С12Н8О4. В 1843—1844 гг. Александр Абрамович исследовал взаимодействие хинона со щелочами

### Изучение алкалоидов

Теобромин

Еще одним важным открытием А. А. Воскресенского стало выделение нового алкалоида теобромина из какао-бобов в 1841 году. Изучая его свойства, он отметил нерастворимость в воде и ряде органических растворителей, высокую температуру плавления, а также возможность получения продуктов замещения. А Воскресенский правильно определил качественный состав этого вещества, отметив значительное содержание в нем азота.

### Изучение горючих ископаемых
В1842 г. Александр Абрамович по заданию Минералогического общества занялся анализом каменных и бурых углей, торфа и антрацита, которые добывались в разных районах страны. Целью данного исследования были не только научные результаты, но и вполне практический интерес, касающийся их цены. Воскресенский стремился максимально точно определить относительное содержание углерода и водорода в различных горючих ископаемых, чтобы определить из ценность. Для этого он использовал целый арсенал химических методов: взаимодействие с оксидом меди, расплавом хромовокислого свинца, сжигание в кислороде и другие. В результате он пришел к выводу, что некоторые из предоставленных ему разновидностей угля крайне богаты углеродом и, следовательно, должны иметь большую цену, чем зарубежные аналоги.

## Преподавательская деятельность
Педагогический подход А. Воскресенского был унаследован у Ю. Либиха. По воспоминаниям учеников, Либих на лекциях весьма виртуозно и в большом количестве выполнял опыты, иллюстрирующие тему. Воскресенский, по приезде на Родину, также стал демонстрировать много опытов и активно вовлекать студентов в самостоятельные лабораторные исследования.
В 1838 г. Александр Абрамович был назначен исправляющим должность инспектора ГПИ, а на полный оклад жалованья его утвердили в марте 1841 года. Эти обязанности он исполнял ещё 7 лет. В 1840 году, после защиты докторской диссертации, Воскресенскому также поручили преподавание технической химии студентам Санкт-Петербургского университета. Позже, получив должность профессора технологии, Воскресенский приступил к преподаванию аналитической и органической химии, а затем, после отставки М. Ф. Соловьева, он стал также преподавать неорганическую химию.
После утверждения в профессорском звании А. Воскресенского начали приглашать преподавать в другие учебные заведения: так, в 1843 г. он начал читать лекции по неорганической химии в Школе гвардейских подпрапорщиков (до 1849). А после ухода в отставку его учителя, Г. И. Гесса (в 1847 г.) Воскресенскому была предложена должность ординарного профессора химии и технологии в Главном Педагогическом институте, на которую он официально заступил в феврале 1848 г., сложив с себя обязанности инспектора ГПИ.
Утвердившись к 1846 г. на университетской кафедре химии, а к началу 1848 г. — на кафедре химии и технологии ГПИ, Александр Абрамович Воскресенский целиком отдался педагогической работе: он преподавал, помимо университета и ГПИ, также в Николаевском инженерном училище (1850—1866) и в Институте корпуса инженеров путей сообщения (1850—1862).Параллельно с преподаванием, Воскресенский активно закупал оборудование для лаборатории и продолжал свою научную деятельность. В середине 1840-х годов, с окончательным переходом А. Воскресенского на кафедру химии, преподавательская деятельность фактически становится для него основной. Именно в это время в Петербургском университете начинают появляться студенческие выпускные работы по химии — например, одной из первых таких работ была диссертация М. Козицкого «Получение иридия на Монетном дворе» (1844).
В 1878 году Александр Абрамович Воскресенский инициировал открытие школы для крестьянских детей в своем имении в селе Можайцево. Для этого он выделил два билета Восточного займа по 1000 рублей каждый, участок земли и временное помещение. 13 января 1878 года он обратился к директору народных училищ Тверской губернии с официальным предложением об открытии учебного заведения. В 1879 году Воскресенский передал участок площадью 1108 квадратных саженей для строительства школы и приобрел сруб для нового здания. Министерство народного просвещения предоставило субсидию в размере 1500 рублей, а директор народных училищ выделил дополнительно 300 рублей. Строительство завершилось к концу 1879 года, и школа начала работу, став важным вкладом Воскресенского в развитие народного образования.После смерти А. А. Воскресенского делами школы занимался его племянник Владимир Михайлович Воскресенский (сын старшего брата). В настоящее время школа продолжает свою работу, в 1960-х гг. ее переместили в новое здание в пос. Мирный (в двух километрах от Можайцево), с 2011 г. она носит имя своего основателя, А. А. Воскресенского.

## Почести и награды
- 28 января 1847 г. Орден Св. Анны 3-й степени «за отлично усердную и ревностную службу по Школе гвардейских подпрапорщиков»
- 28 января 1849 г. Орден Св. Анны 2-й степени «за отлично усердную службу по Школе гвардейских подпрапорщиков»
- 18 августа 1853 г. Знак отличия беспорочной службы за 15-летнее достоинство
- 30 сентября 1853 г. Орден Св. Анны 2-й степени с Императорской короной по случаю 25-летия существования ГПИ
- 5 января 1857 г. Темная бронзовая медаль на Андреевской ленте в память войны 1853—1856 гг.
- 26 апреля 1857 г. Орден Св. Станислава 2-й степени с Императорской короной за службу по ведомству военно-учебных заведений
- 1 января 1864 г. Орден Св. Владимира 3-й степени
- 22 декабря 1865 г. Орден Св. Станислава 1-й степени «за отлично усердную службу по СПб. университету»
- 11 декабря 1866 г. Орден Св. Анны 1-й степени «в уважение 16-летних трудов по Николаевской инженерной академии»
- 9 ноября 1870 г. Орден Св. Владимира 2-й степени
- 28 декабря 1874 г. Орден Белого Орла «во внимание к ревностной службе и отличным трудам»
- 22 августа 1877 г. Знак отличия беспорочной службы за XL-летнее достоинство

## Память

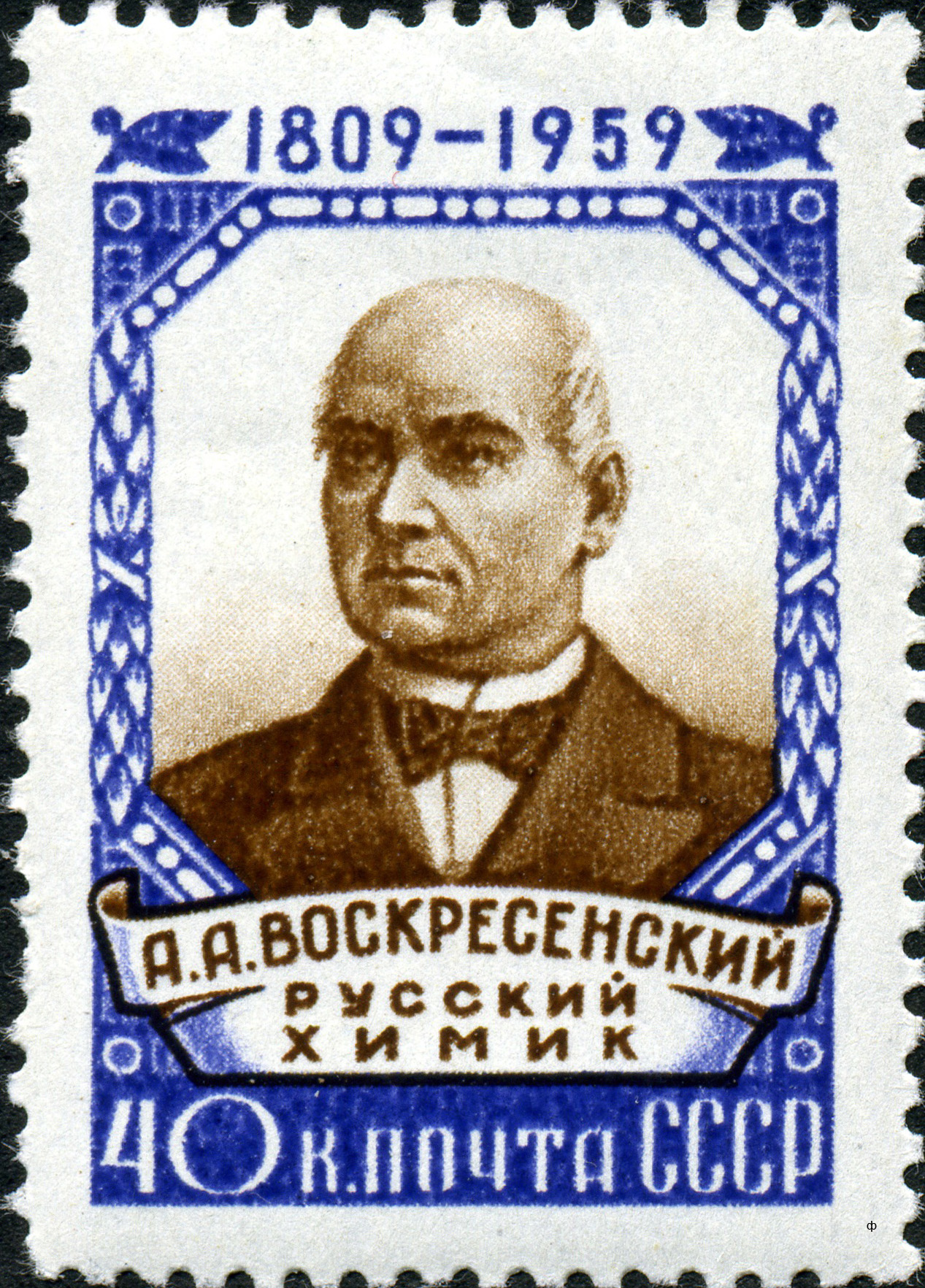
Почтовая марка СССР памяти А. А. Воскресенского (1959)

А. А. Воскресенский сыграл важную роль в создании Русского химического общества (РХО). В середине XIX века он активно участвовал в собраниях петербургских химиков, которые проходили, в том числе, на его квартире. В 1854 году возник химический кружок, а 28 декабря 1867 года на Первом съезде русских естествоиспытателей было предложено организовать Химическое общество для объединения российских химиков.

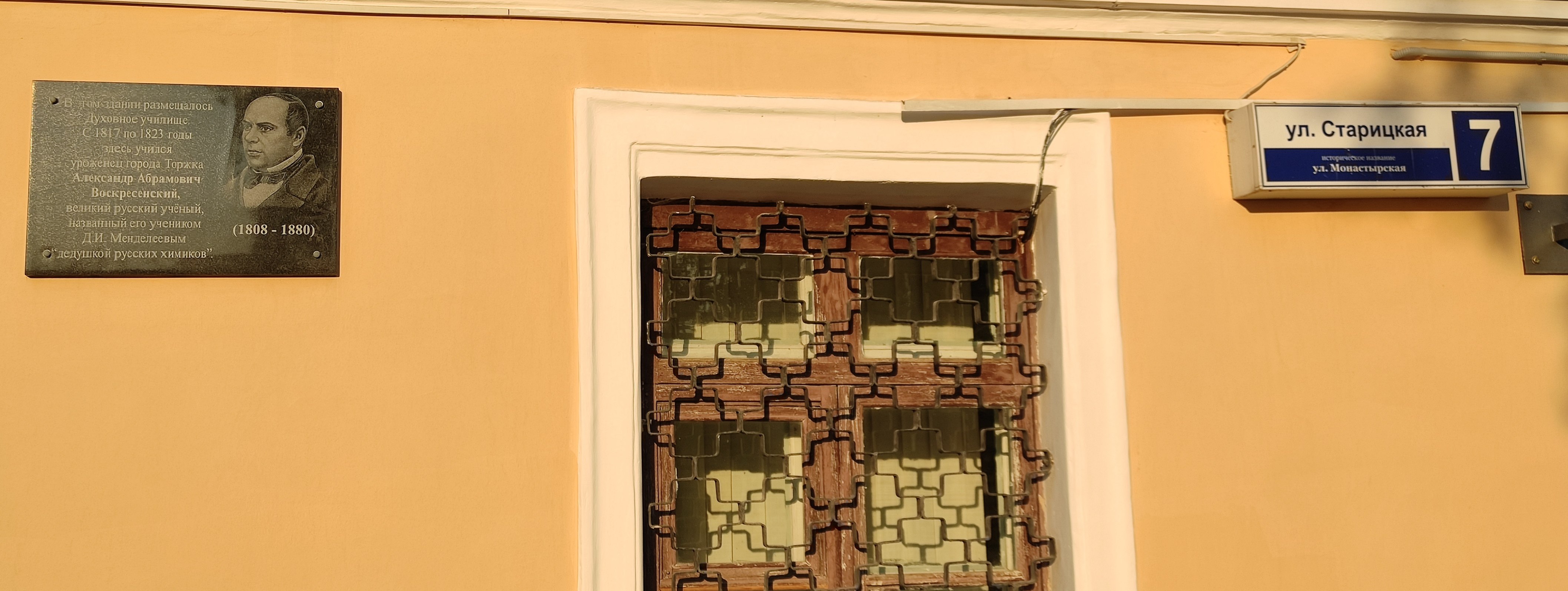
Мемориальная доска памяти А. А. Воскресенского в Торжке

В 1868 году, после утверждения устава, Русское химическое общество начало свою работу. Одной из важнейших задач Общества был выпуск специального издания — журнала Русского химического общества. Кроме того, с появлением у общества материальных возможностей, оно приступило к организации конкурсов на решение задач из области прикладной химии (например, «химическое исследование кавказской нефти» в 1879).В 1878 году произошло объединение двух обществ, и возникло новое название — Русское физико-химическое общество (РФХО). После смерти А. А. Воскресенского и Н. Н. Зинина в 1880 году, по инициативе А. М. Бутлерова в их честь была создана премия.
За первые 4 года существования премии имени Н. Н. Зинина и А. А. Воскресенского удалось собрать более 3600 рублей. Деньги были обращены в ценные бумаги и хранились в Государственном банке. Условия вручения премии были выработаны только в 1891 году: Комиссия по присуждению премии предложила начать ее вручение в размере 500 рублей и выдавать каждые 3 года. В декабре 1893 г. предполагалось начать прием исследований на соискание этой премии, а в апреле 1894 года провести её присуждение. Однако, ввиду того что не было подано ни одной заявки, присуждение премии отложили до 1897 года, указав сроком подачи декабрьское заседание 1896 г. и установив размер премии в 600 рублей. Ещё 3 года спустя выдача премии снова не состоялась, на этот раз из-за разночтений в правилах присуждения. Наконец, в декабре 1899 г. были объявлены первые претенденты, и в апреле 1900 г. стал известен первый лауреат премии имени Н. Н. Зинина и А. А. Воскресенского-В. М. Семенов. Премия была присуждена ему за исследования в области гомологов итаконовых и цитраконовых кислот. Позже лауреатами этой премии становились А. Е. Арбузов, А. В. Сперанский, Ж. И. Иоцич, М. С. Вревский, Н. А. Прилежаев, К. А. Тайпале и ряд других советских ученых.
Последним лауреатом премии имени Н. Н. Зинина и А. А. Воскресенского стал академик А. Е. Фаворский, среди учеников которого на тот момент было уже несколько лауреатов этой премии. Кроме того, А. Е. Фаворский сам был учеником А. Н. Бутлерова, по чьей инициативе и создавалась премия.
В Торжке на доме 7 по Старицкой улице (бывшее Духовное училище, где учился Воскресенский) установлена мемориальная доска.
Памяти Воскресенского посвящена выпущенная в 1959 году почтовая марка СССР.

## Семья
У Александра Абрамовича Воскресенского были брат Михаил (на два года старше Александра)и сестра Ольга (на два года младше).
Михаил, как и Александр, отучился в Тверской духовной семинарии. Затем он, однако, продолжил обучение по духовной линии, поступив в Петербургскую духовную академию, которую окончил в 1831 году со степенью магистра. Затем он четыре года преподавал в Тульской семинарии, где был профессором. В 1835 году Михаил переехал в Санкт-Петербург, где работал в Комиссии духовных училищ, а с 1839 года — в отделении духовных дел греко-униатского исповедания. Впоследствии он служил в Канцелярии обер-прокурора Святейшего Синода, дослужившись до вице-директора Канцелярии с 1866 года.
Младшая сестра Александра, Ольга, вышла замуж за Ивана Яковлевича Калачева — выпускника Тверской духовной семинарии, который учился там вместе с Александром до 1827 года. В том же году он был рукоположен в священники Спасо-Преображенской церкви. В семье Ольги Абрамовны было несколько детей, однако до взрослого возраста дожили только двое — сын Михаил и дочь Ольга. Михаил Иванович окончил Новоторжское духовное училище, однако дальше по духовной линии не пошел. Вместо этого в 1860-е годы он по просьбе Александра Абрамовича занимался делами его имения, фактически взяв на себя обязанности управляющего. После смерти Александра именно его племянник, Михаил Иванович Калачев, унаследовал имение в Можайцево.
В 1843 году А. А. Воскресенский женился на женщине из благородной семьи — Софии Ивановне, дочери профессора истории Царскосельского лицея Ивана Кузьмича Кайданова. Однако, прожив вместе 3 года, супруги разошлись и стали жить отдельно. Много лет родственники со стороны Софии предпринимали попытки помирить супругов, но безуспешно.
Существует расписка, в которой Софья Ивановна обещала мужу не обращаться к нему ни с какими требованиями, однако известно, что женщина несколько раз писала в вышестоящие инстанции с просьбой о взыскании с мужа денежного содержания в размере 1000 рублей в год. Александр Абрамович всякий раз предъявлял расписку от жены, указывая на то, что несмотря на наличие этого документа, он не отказывал жене в финансовой помощи и даже предлагал ей поселиться в его имении в селе Можайцево, где у нее была бы крыша над головой и пропитание. София Ивановна, однако, не оставляла своих попыток, и в конце концов, ради мирного разрешения конфликта, Александр Абрамович пошёл на уступки и согласился выплачивать жене по 1200 рублей в год. В результате такой непростой семейной жизни, А. Воскресенский так и не обзавелся прямыми наследниками, поэтому завещание было составлено в пользу племянников.